# Cula Nistor din Cerneți
Cula Nistor este un monument istoric datat din 1800 aflat pe teritoriul satului Cerneți, comuna Șimian care i-a aparținut căpitanului de panduri, Nistor. În Repertoriul Arheologic Național, monumentul apare cu codul 109844.04.

## Istoric și trăsături
În anul 1974, Direcția Monumentelor Istorice și de Artă a elaborat un proiect de restaurare, întocmit de arhitect Micaela Adrian. Se intenționa organizarea unui muzeu, care să adăpostească case țărănești din zona Mehedințiului, proiect care nu a fost finalizat. În anul 2009, Muzeul Regiunii Porților de Fier a realizat lucrări de reparație și întreținere, iar cula a devenit muzeu etnografic, secție a Muzeului Regiunii Porților de Fier.
Casa-culă este o construcție pe două niveluri. Parterul înalt este  prevăzut cu metereze și o ușă masivă de lemn. În interior se află un beci. O scară interioară duce spre cerdacul de la etaj și camerele de locuit. Există 3 camere cu intrarea din cerdac. Cerdacul ocupă întreaga fațadă principală, cu cosoroabă și stâlpi frumos sculptați.

## Imagini

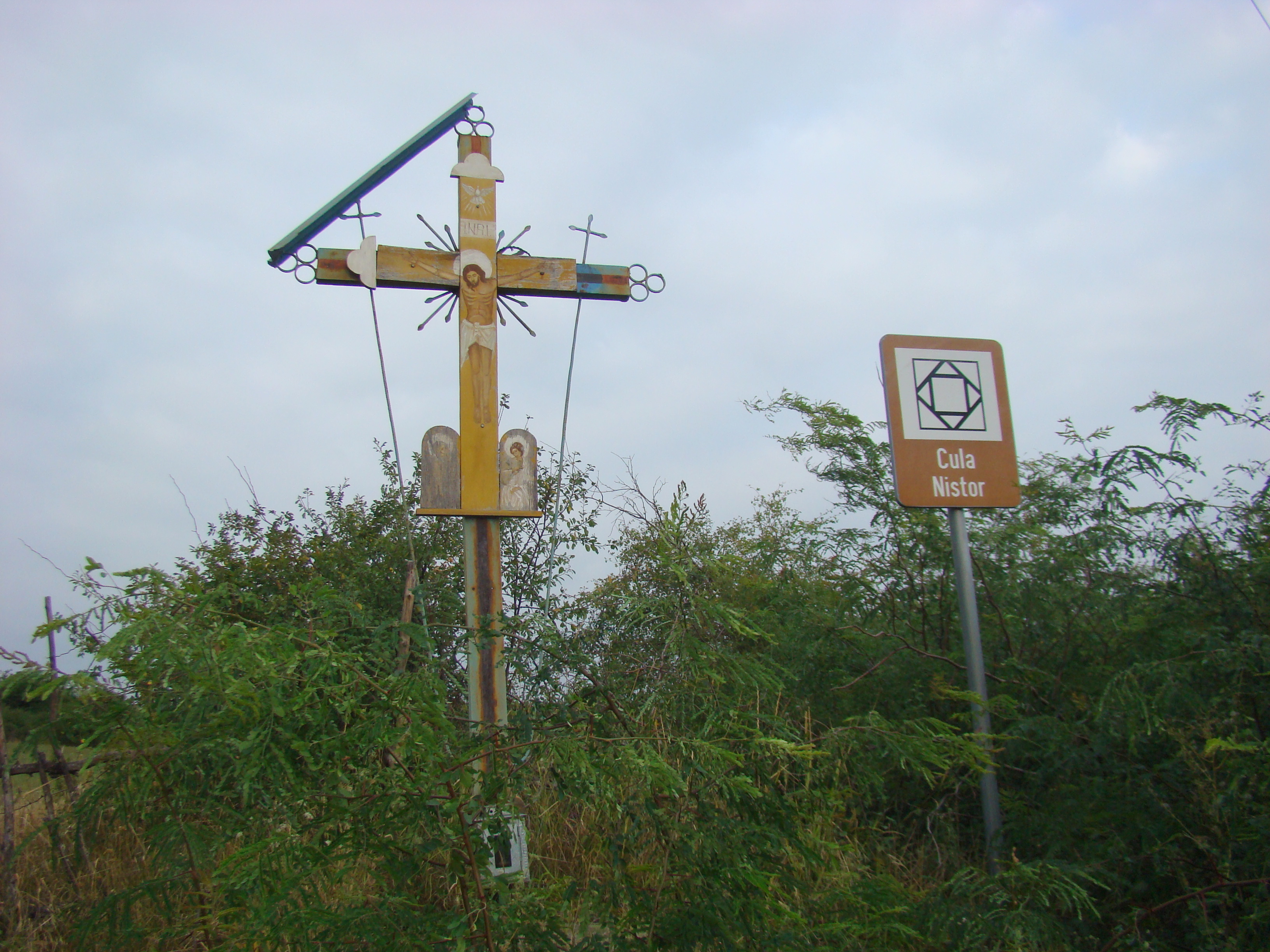
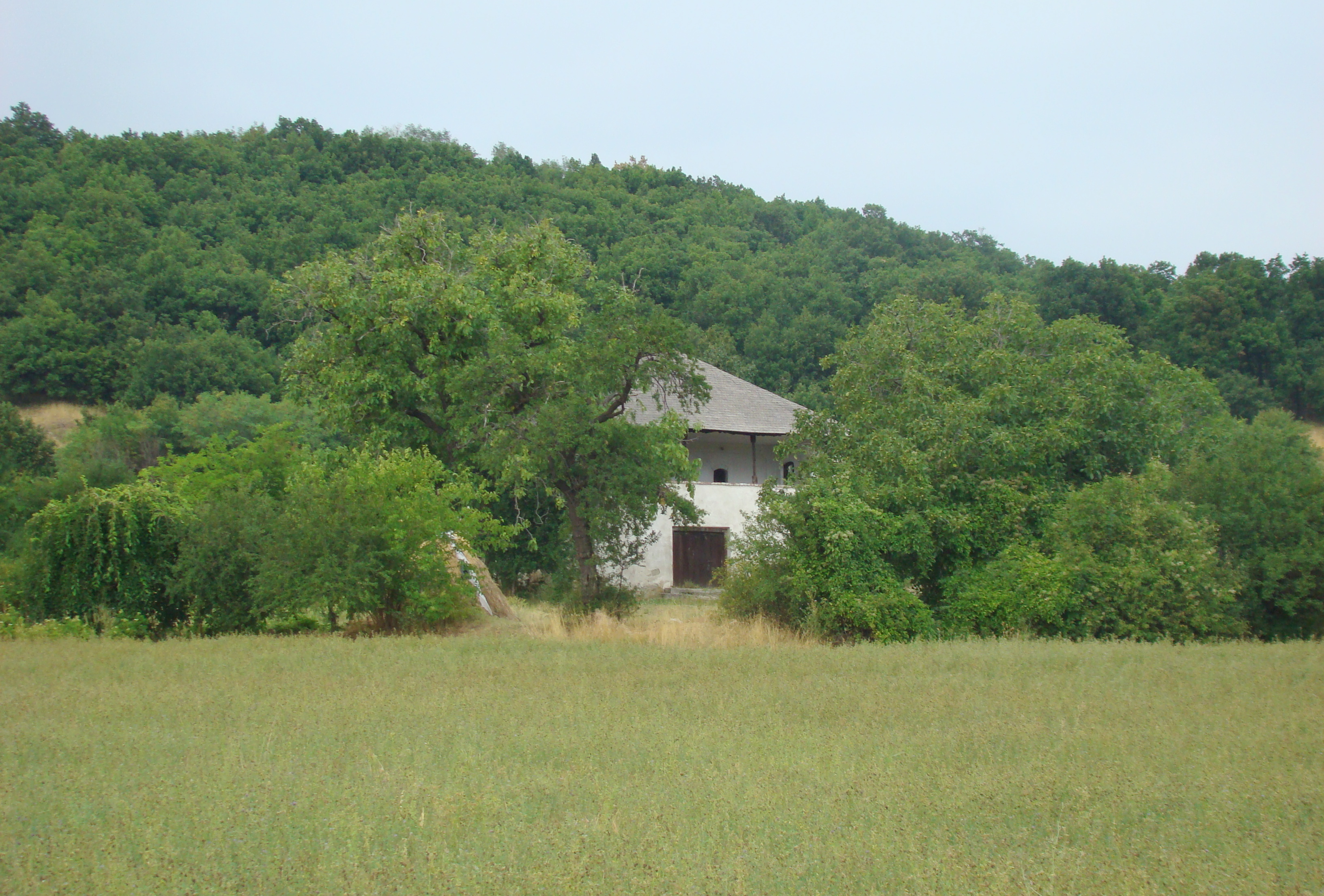
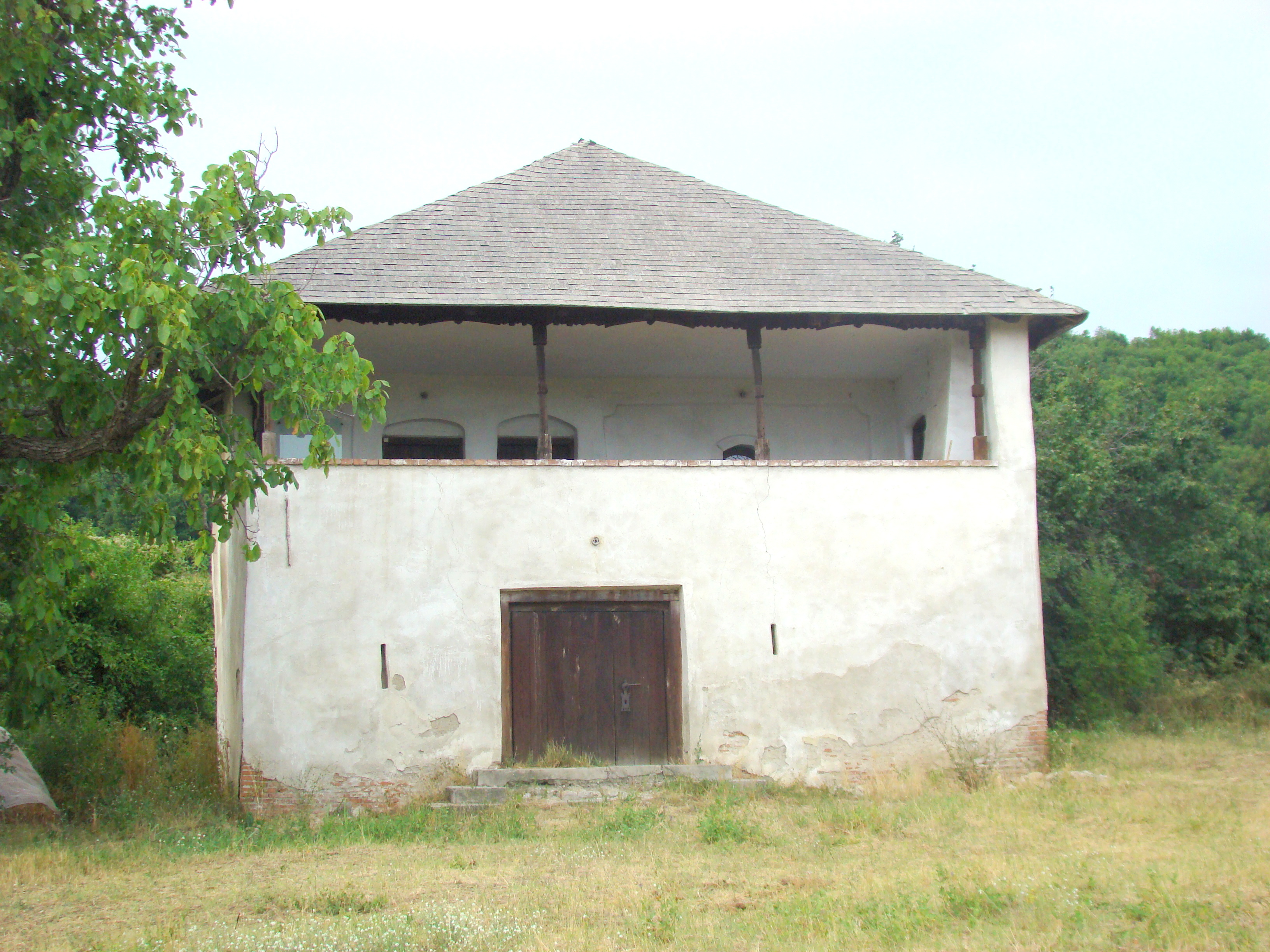
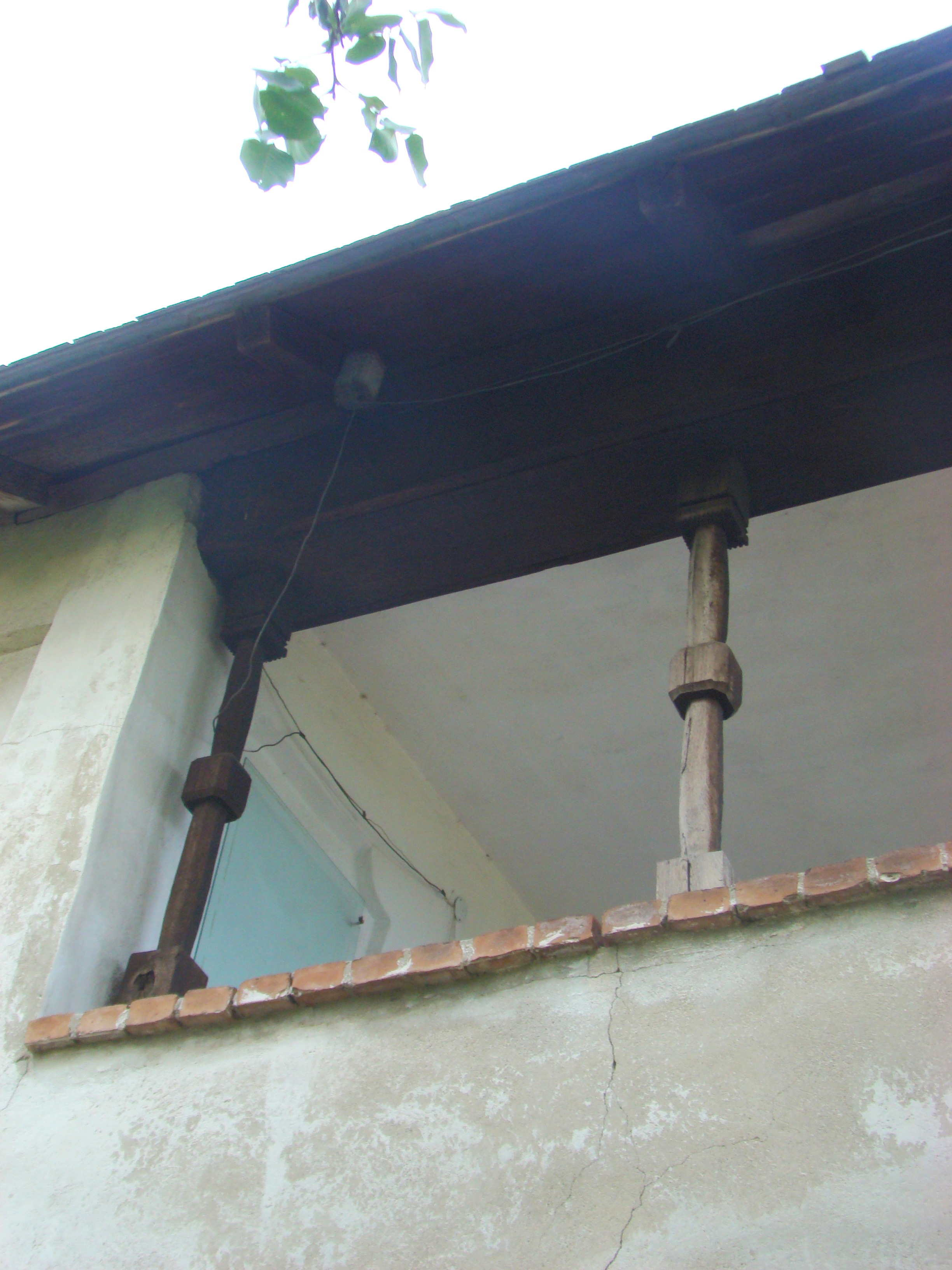
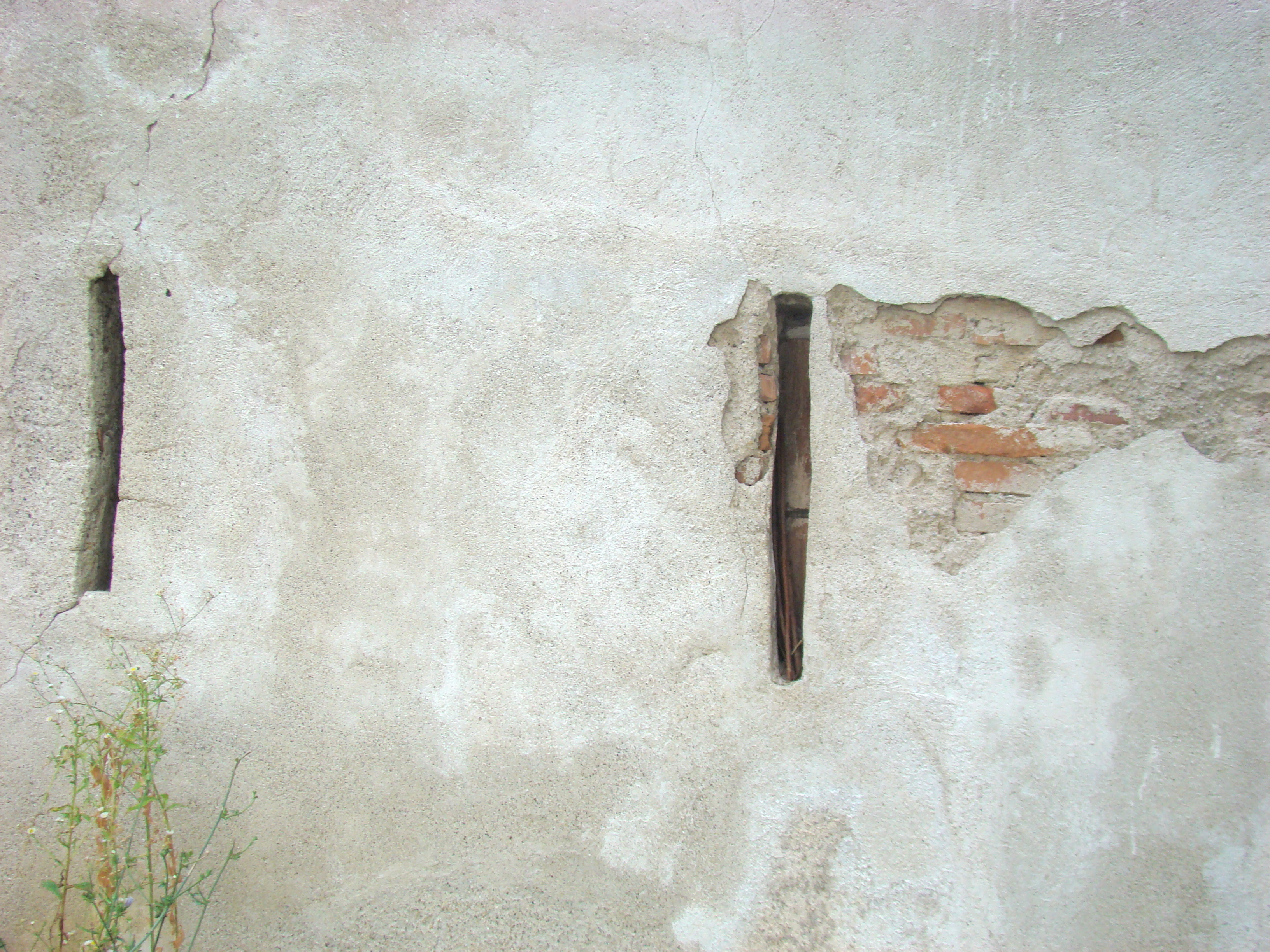
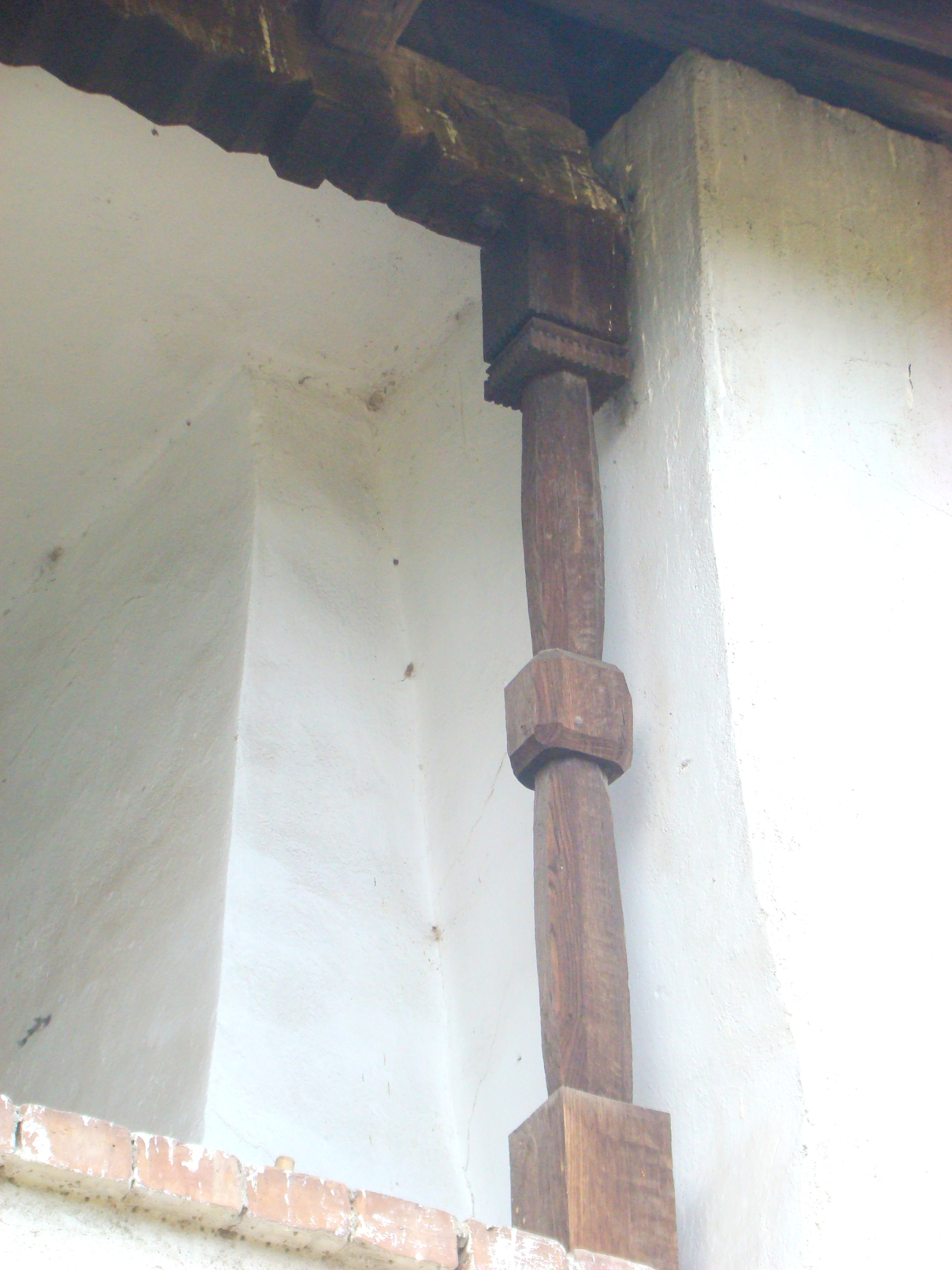
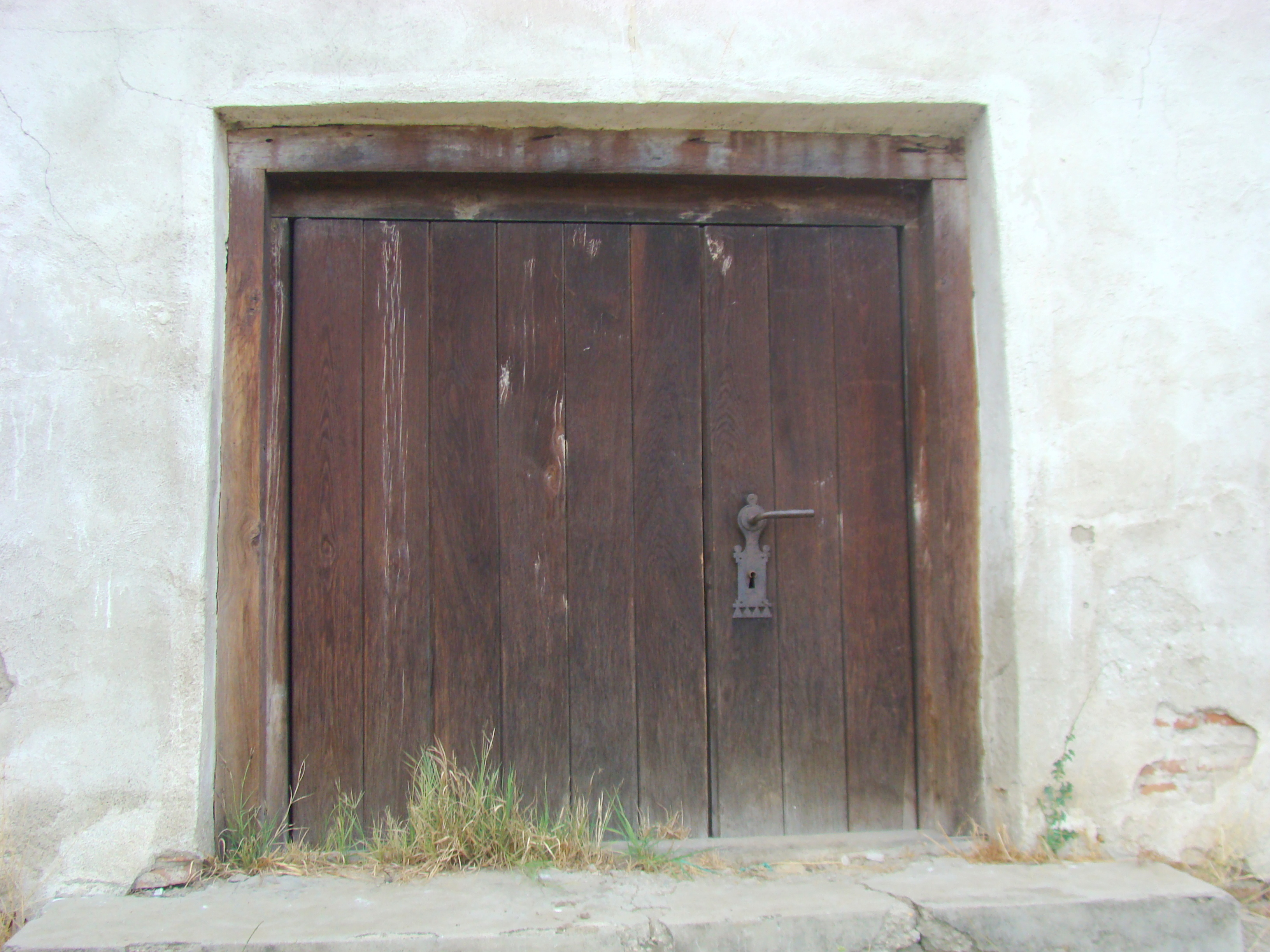
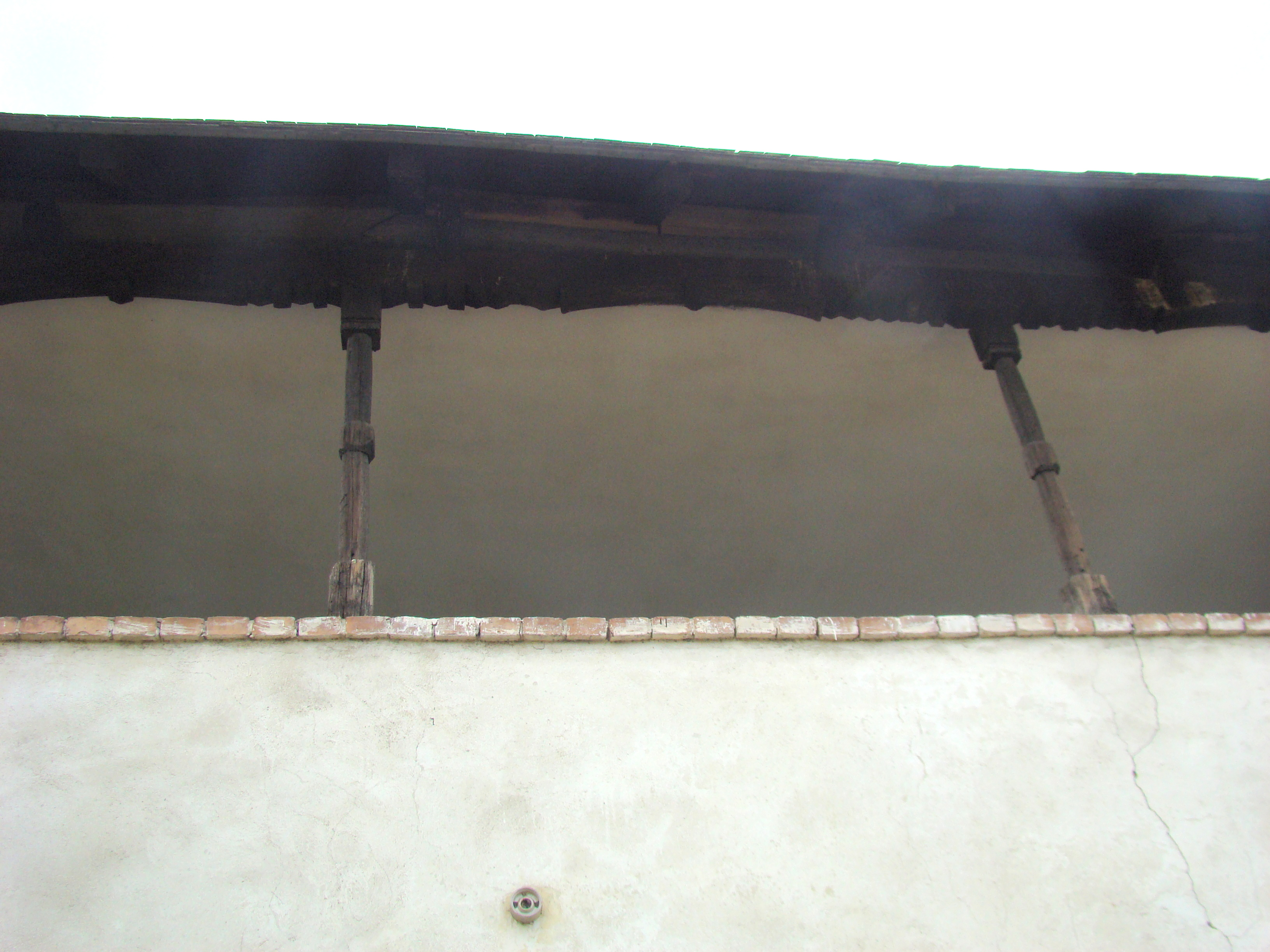
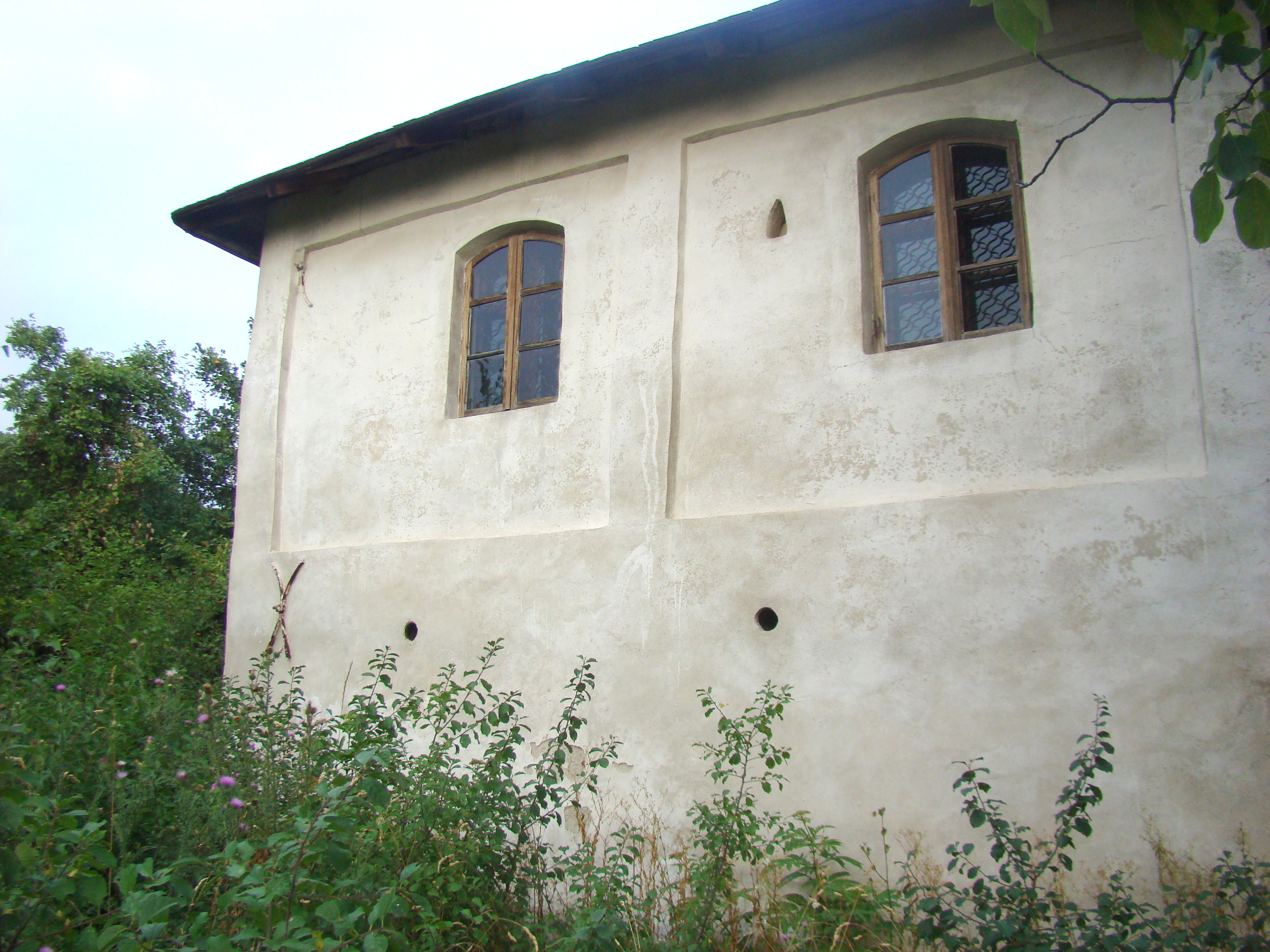
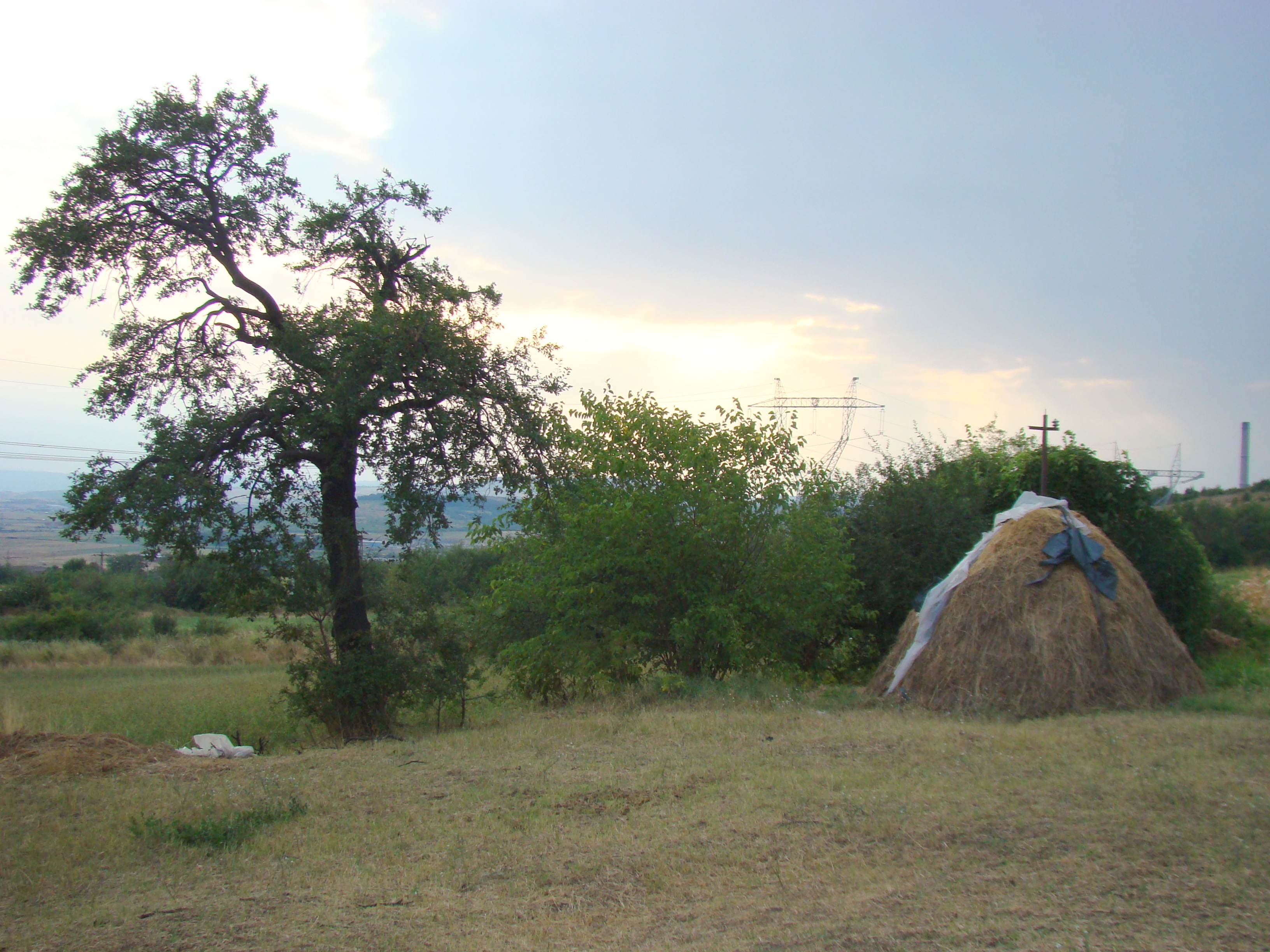
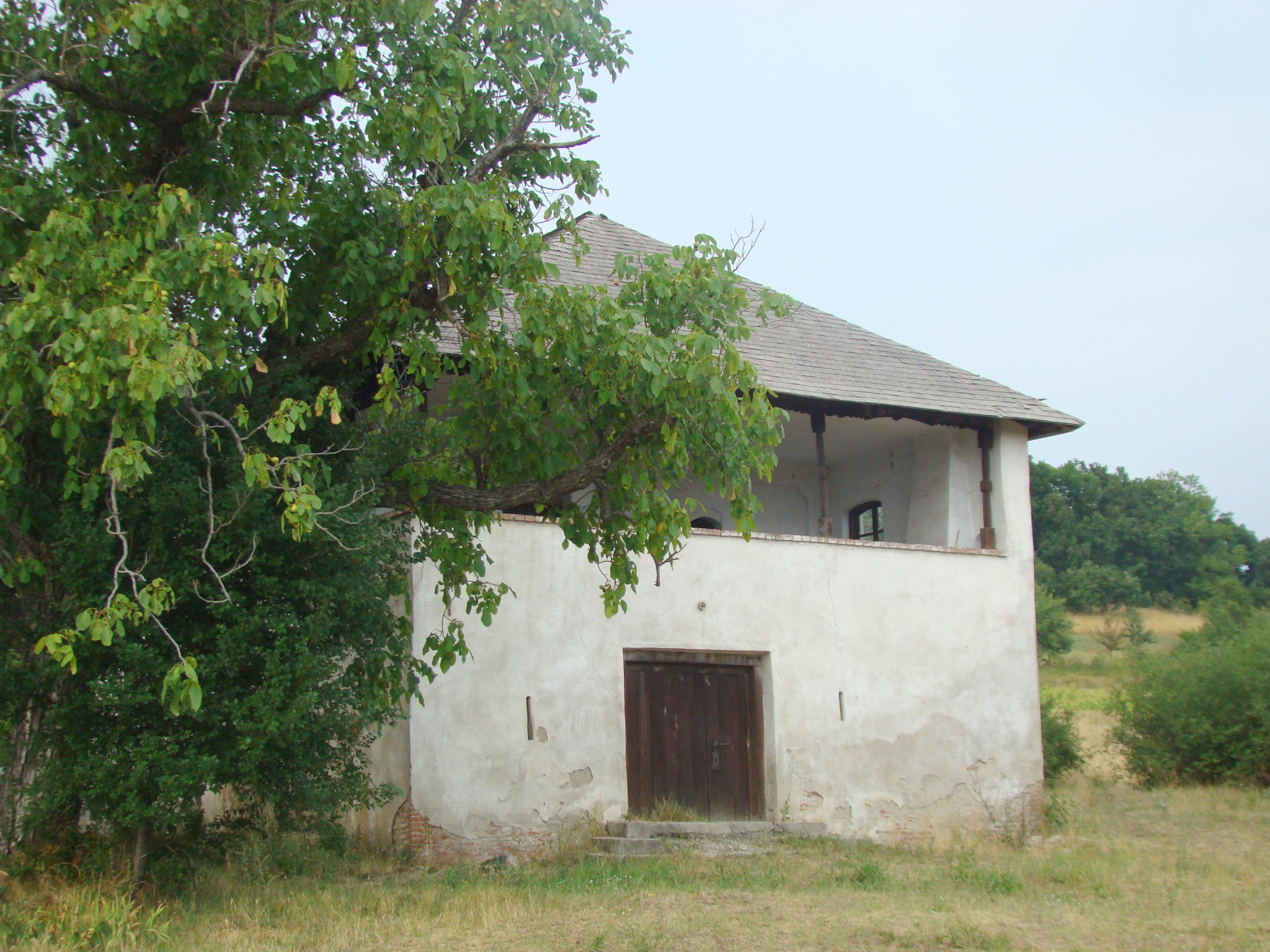
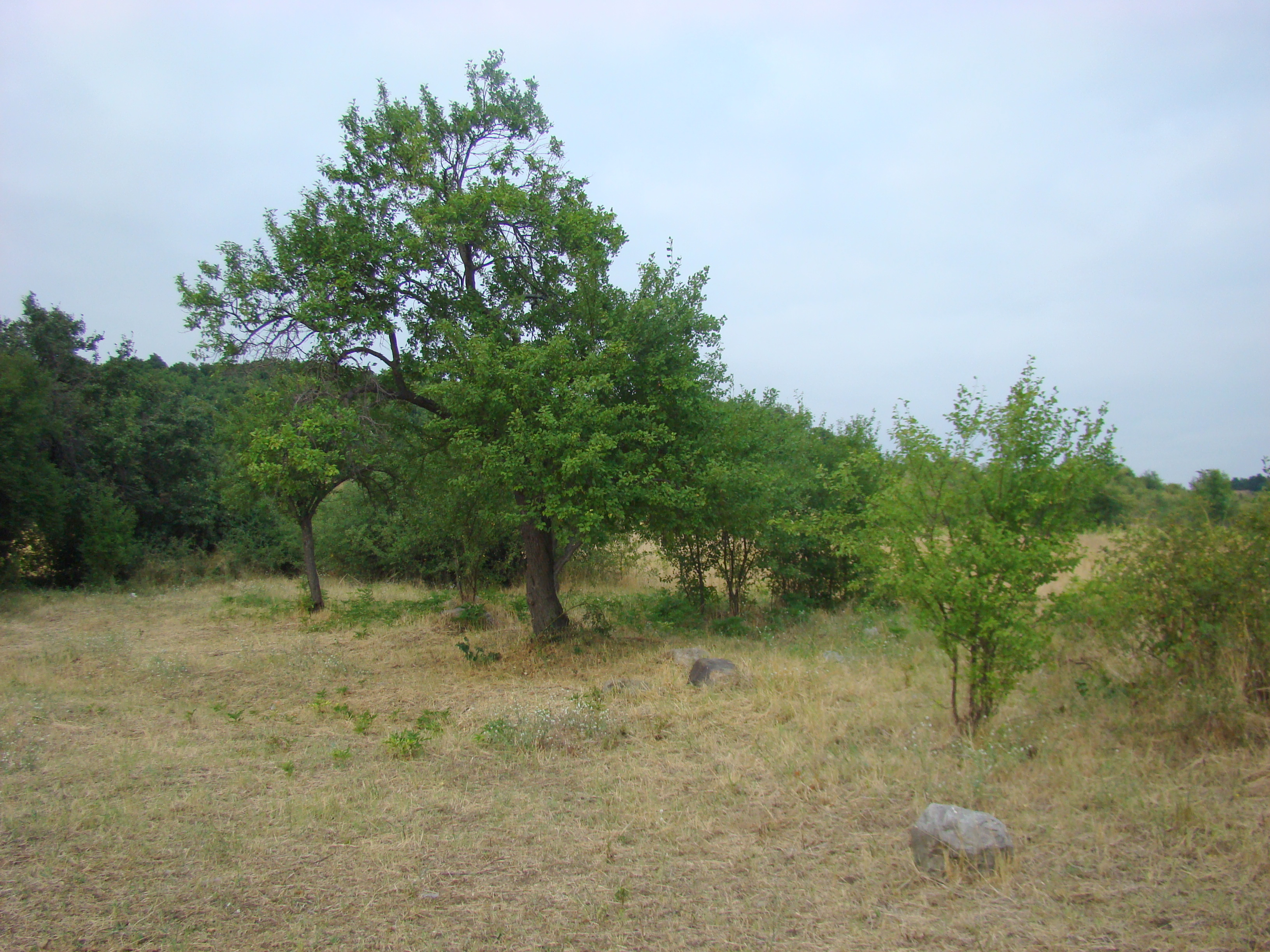
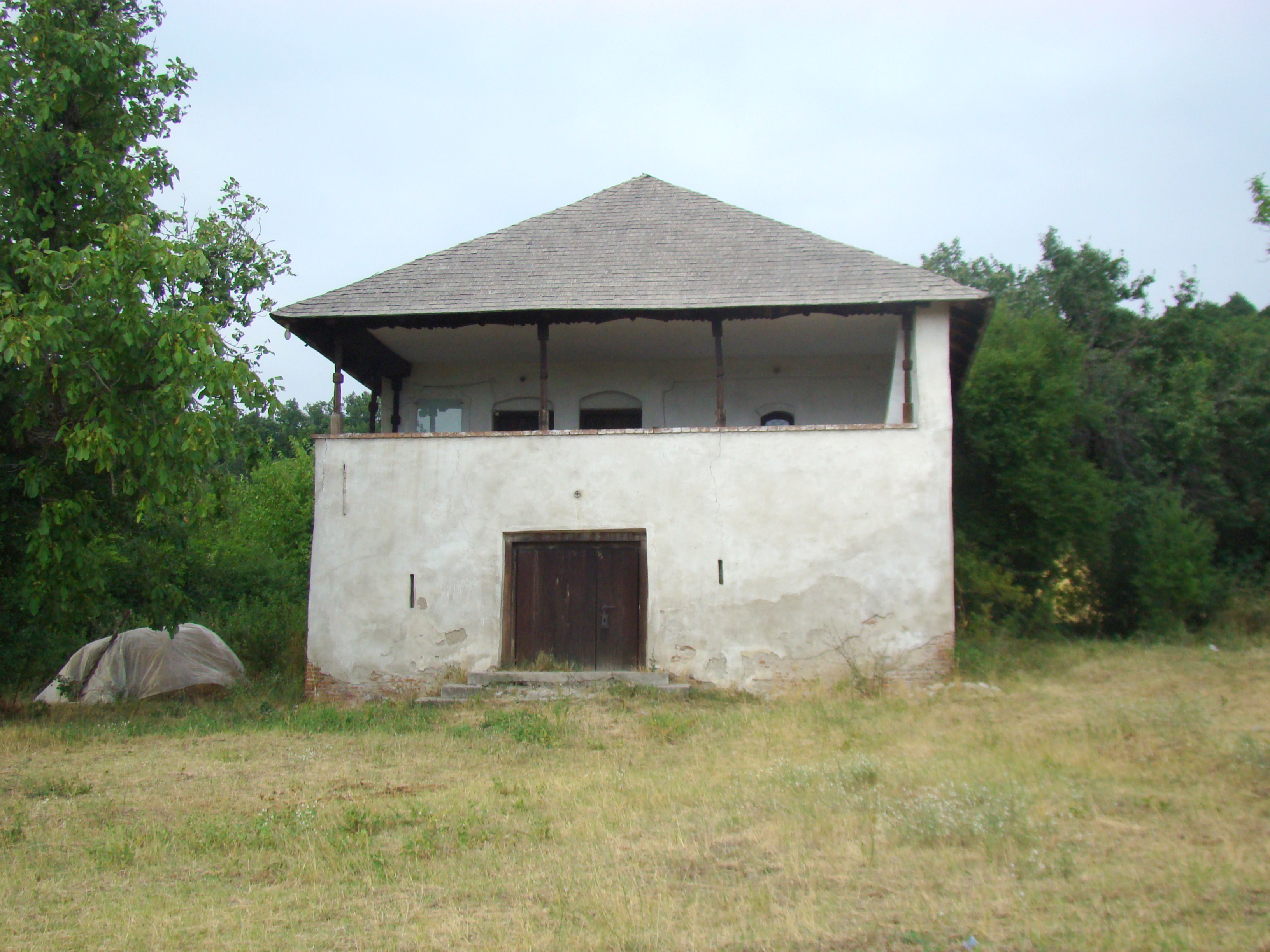
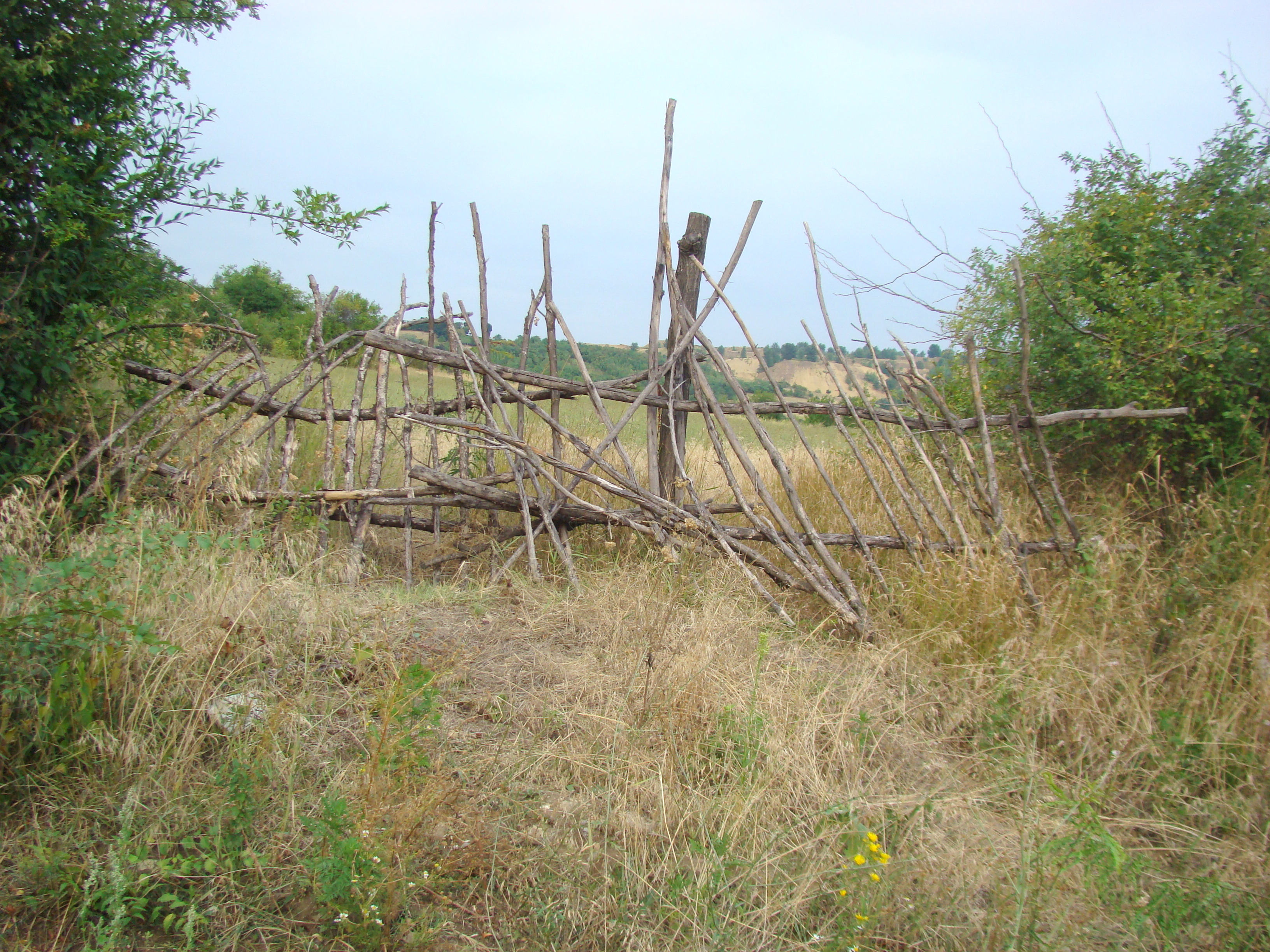
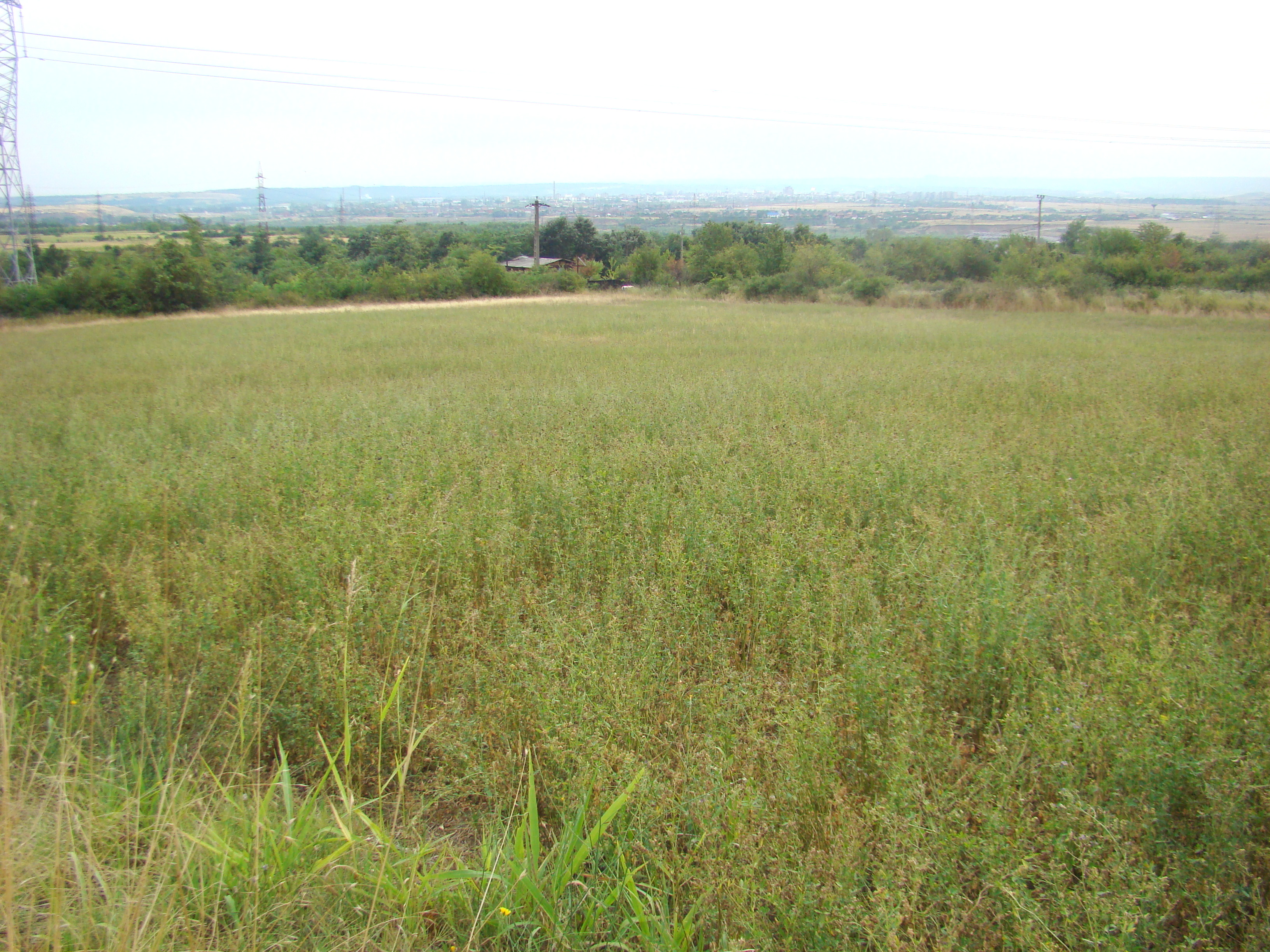